# Marea emigrație
Marea emigrație (poloneză Wielka Emigracja) a fost reprezentată de emigrarea elitelor din politica poloneză între anii 1831 și 1870. De la sfârșitul secolului al 18-lea, un rol major în viața politică a Poloniei a fost jucat de oameni care și-au continuat activitatea în străinătate. Soarta lor a fost cauzată de Împărțirile Poloniei, care au divizat Uniunea statală polono-lituaniană între Imperiul Rus, Regatul Prusiei și Imperiul Habsburgic.

## Polonezi notabili care au trăit în exil
- Prințul Adam Jerzy Czartoryski, lider al guvernului polonez din exil la Paris cu ambasade la Londra și Istanbul.
- Joachim Lelewel
- Fryderyk Chopin
- Adam Mickiewicz
- Leonard Chodźko
- Ignacy Domeyko
- Juliusz Słowacki
- Cyprian Kamil Norwid
- Zygmunt Krasiński
- Jozef Krzucki
- Maurycy Mochnacki
- Piotr Michałowski
- Seweryn Goszczyński
- Jozef Bohdan Zaleski
- Aleksander Mirecki
- Emil Korytko
- Antoni Patek
- Casimir Gzowski
- Ignatius Szymanski